# Mō ichido
Mō ichido (jap. もう一度) – trzydziesty szósty singel japońskiej piosenkarki Mai Kuraki, wydany 25 maja 2011 roku. Utwór tytułowy został wykorzystany w rozpoczęciach TV dramy Kiri ni sumu akuma (jap. 霧に棲む悪魔). Singel osiągnął 7 pozycję w rankingu Oricon i pozostał na liście przez 7 tygodni, sprzedał się w nakładzie 23 430 egzemplarzy.

## Lista utworów
| Nr | Tytuł                                                     | Słowa      | Kompozycja      | Aranżacja       | Czas |
| -- | --------------------------------------------------------- | ---------- | --------------- | --------------- | ---- |
| 1. | "Mō ichido" (jap. もう一度)                               | Mai Kuraki | Jin'ichi Tajiri | Jin'ichi Tajiri | 3:57 |
| 2. | "Mō ichido -Instrumental-" (jap. もう一度 -Instrumental-) |            | Jin'ichi Tajiri | Jin'ichi Tajiri | 3:54 |

## Notowania
| Lista                                 | Pozycja |
| ------------------------------------- | ------- |
| Oricon Weekly Singles Chart           | 7       |
| Oricon Monthly Singles Chart          | 34      |
| Billboard Japan Hot 100               | 29      |
| Billboard Japan Hot 100 Singles Sales | 11      |
| CDTV                                  | 7       |
| MUSIC STATION POWER RANKING           | 10      |
| FRIDAY SUPER COUNTDOWN 50             | 11      |
| RIAJ Music Distribution Pay Chart     | 23      |